# Terellia serratulae
Terellia serratulae
 es una especie de insecto del género Terellia de la familia Tephritidae del orden Diptera. 
Linnaeus la describió científicamente por primera vez en el año 1758.